# تفجيرات الكرادة 2016

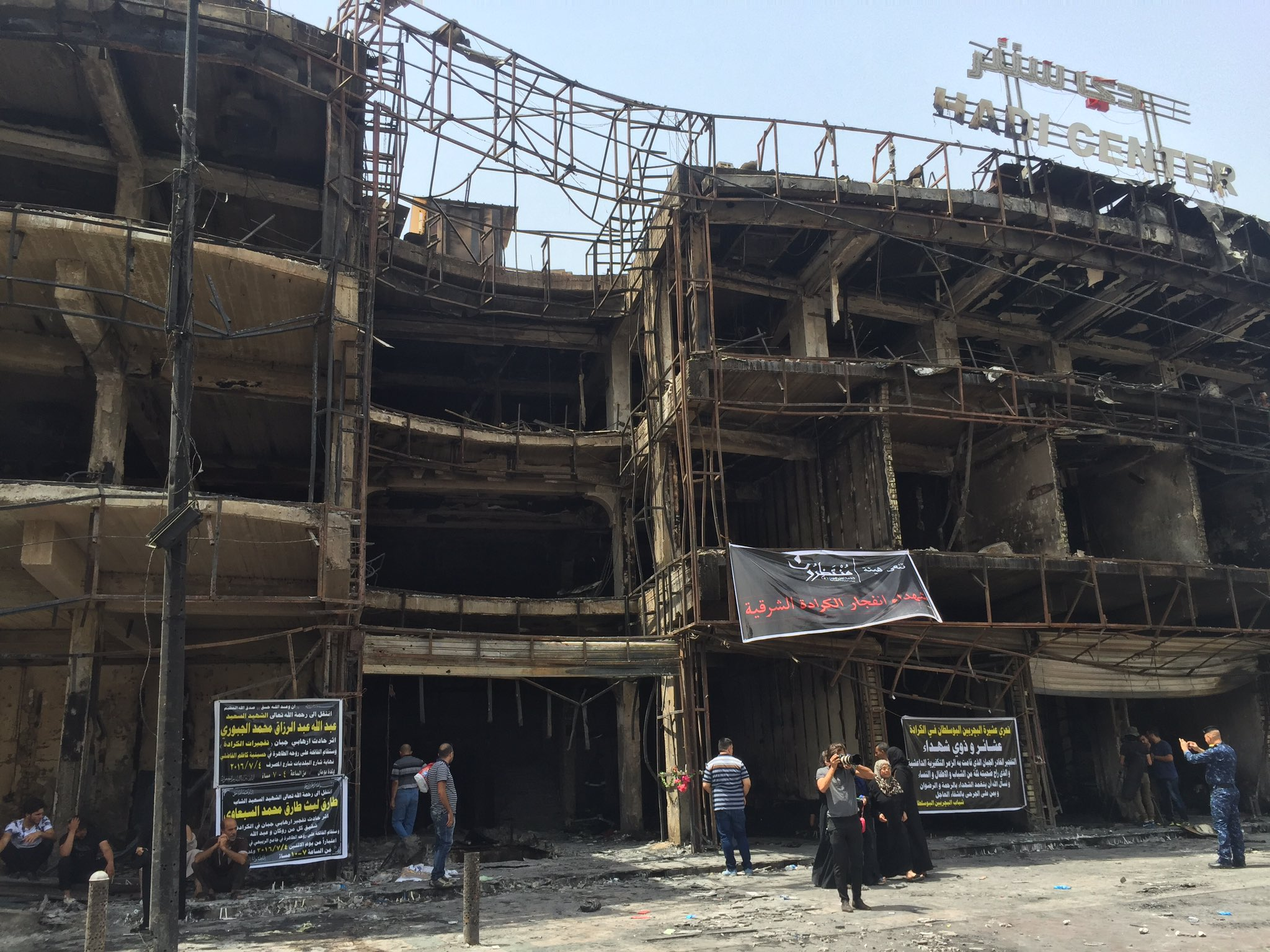
موقع الانفجار

تفجيرات بغداد (2016) هي مجموعة انفجارات وقعت صبيحة يوم الأحد 3 تموز/يوليو 2016 في عدة مناطق من العاصمة العراقية بغداد كان أبرزها انفجار الكرادة الشرقية، وأسفرت عن مقتل أكثر من 324 شخصا وجرح 250 آخرين. وفي يوم 18 تشرين الأول 2021 أعلن رئيس الوزراء العراقي مصطفى الكاظمي عن إلقاء القبض على غزوان الزوبعي المتسبب بتفجير الكرادة. وقد أصدر القضاء العراقي من قبل محكمة جنايات الرصافة بتاريخ 31 أيار 2022 الحكم بالإعدام شنقا حتى الموت بحق المُدانين.

## الخلفية
كان هذا القتل الجماعي الثالث للمدنيين على أيدي مسلحين ينتمون لتنظيم الدولة الإسلامية في الأيام الأخيرة الماضية، في أعقاب هجوم مطار أتاتورك 2016 وحادث احتجاز الرهائن في بنغلادش (2016) في 1 تموز/يوليو في دكا، بنغلاديش.
تفيد تقارير غير مؤكدة أن العبوات الناسفة قد مرت عبر نقاط التفتيش ولا تزال قوات الأمن العراقية تستخدم جهاز جهاز كشف المتفجرات إيه دي إي 651 للكشف عن القنابل الوهمية.

## وقائع التفجيرات

أبو عبيدة بغداد، غزوان الزوبعي، مدبّر التفجير وفقاً لتصريح رئاسة مجلس الوزراء

ولقد وقع الانفجار الأول بسيارة مفخخة في حي الكرادة الشرقية قرب أحد المطاعم مع قرب نهاية شهر رمضان، أثناء تناول رواد السوق وجبة السحور، وأدى التفجير إلى احتراق عدد من المباني التجارية القريبة ومقتل وجرح أكثر من 500 شخص.
وأعلن تنظيم الدولة الإسلامية (داعش) مسؤوليته عن تفجير انتحاري بواسطة سيارة نقل معبأة بمواد ناسفة في منطقة الكرادة، وذلك في بيان تداوله على شبكة الإنترنت أنصار التنظيم.
أما الانفجار الثاني فقد وقع على جانب الطريق في حي الشعب وهي منطقة ذات أغلبية شيعية شمال بغداد حوالي منتصف الليل، مما أسفر عن مقتل خمسة أشخاص على الأقل وإصابة 16 آخرين بجروح.
في حين نفت قيادة عمليات بغداد فيما بعد وقوع تفجير إرهابي في شمال بغداد، وقالت إنه مجرد حريق عرضي ولا يوجد أي اعتداء إرهابي في منطقة الشعب بل كان حريقا عرضيا تمت السيطرة عليه من قبل فرق الدفاع المدني.
وكان التفجير الثالث قد استهدف جماعة من أفراد الحشد الشعبي، وأدى إلى مقتل شخص واحد وجرح خمسة آخرين، وتضررت سيارة واحدة، حيث ان المتفجرات عبارة عن عبوة ناسفة، ولقد وقع الانفجار في منطقة أبي غريب في بغداد.

## ردود الفعل

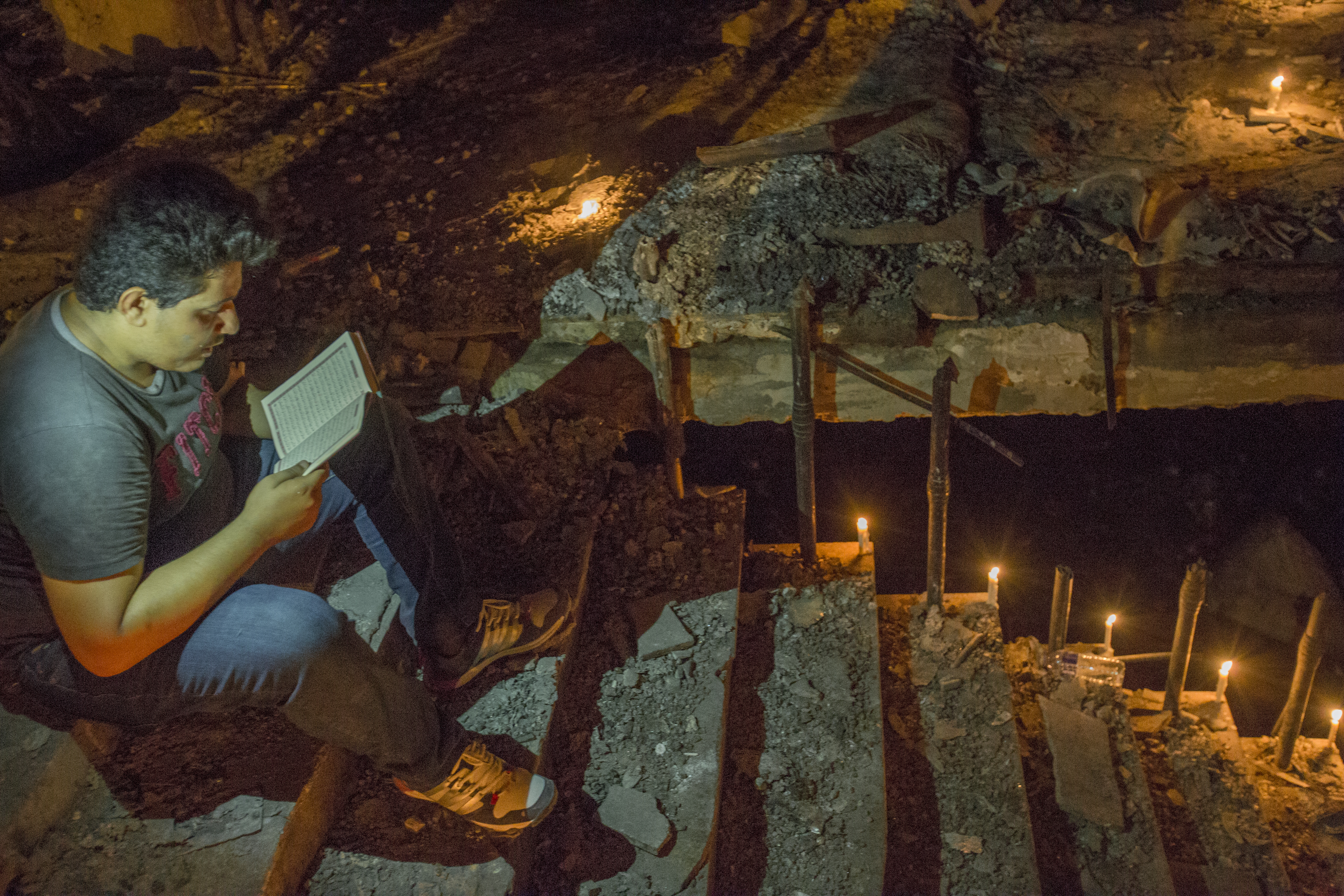
شاب يقرأ القران لأرواح الشهداء

أعرب الكثير من العراقيين عن انزعاجهم واستياؤهم للقتل الجماعي لسكان حي الكرادة، ومن جانب آخر أعرب أهالي بغداد إستغرابهم من كمية المتفجرات ونوع المواد الحارقة التي أستخدمت في حرق المباني بهذه الطريقة التي تبين مدى فظاعة الجرم حيث يعتبر الحدث واحد من الأعمال الانتحارية الأكثر تدميرا التي عصفت بالبلاد منذ غزو العراق عام 2003، ولقد انفجرت سيارة تسبب نار وجحيم غير اعتيادي، إذ ان معظم القتلى مات اختناقا أو أحرق جسده حتى الموت. ولقد انتشر الحريق في البداية بسرعة بين اثنين من مراكز التسوق والمحلات التجارية القريبة في الكرادة الشرقية، ولقد أودى الحريق بحياة جمع كبير من المدنيين ومن بينهم نساء وأطفال. واحترقت أكثر من 150 جثة وتفحمت لدرجة صعب التعرف على ذويها، ولجأت العديد من الأسر إلى جهات طبية لأجل أخذ عينات الحمض النووي DNA للضحايا، وكذلك للمطالبة بجثث ذويهم. وكانت التحقيقات الأولية التي اجرتها الحكومة العراقية غامضة، هذا وقد غادر أسر وعوائل ضحايا التفجير مع العديد من الأسئلة المحيرة منها:

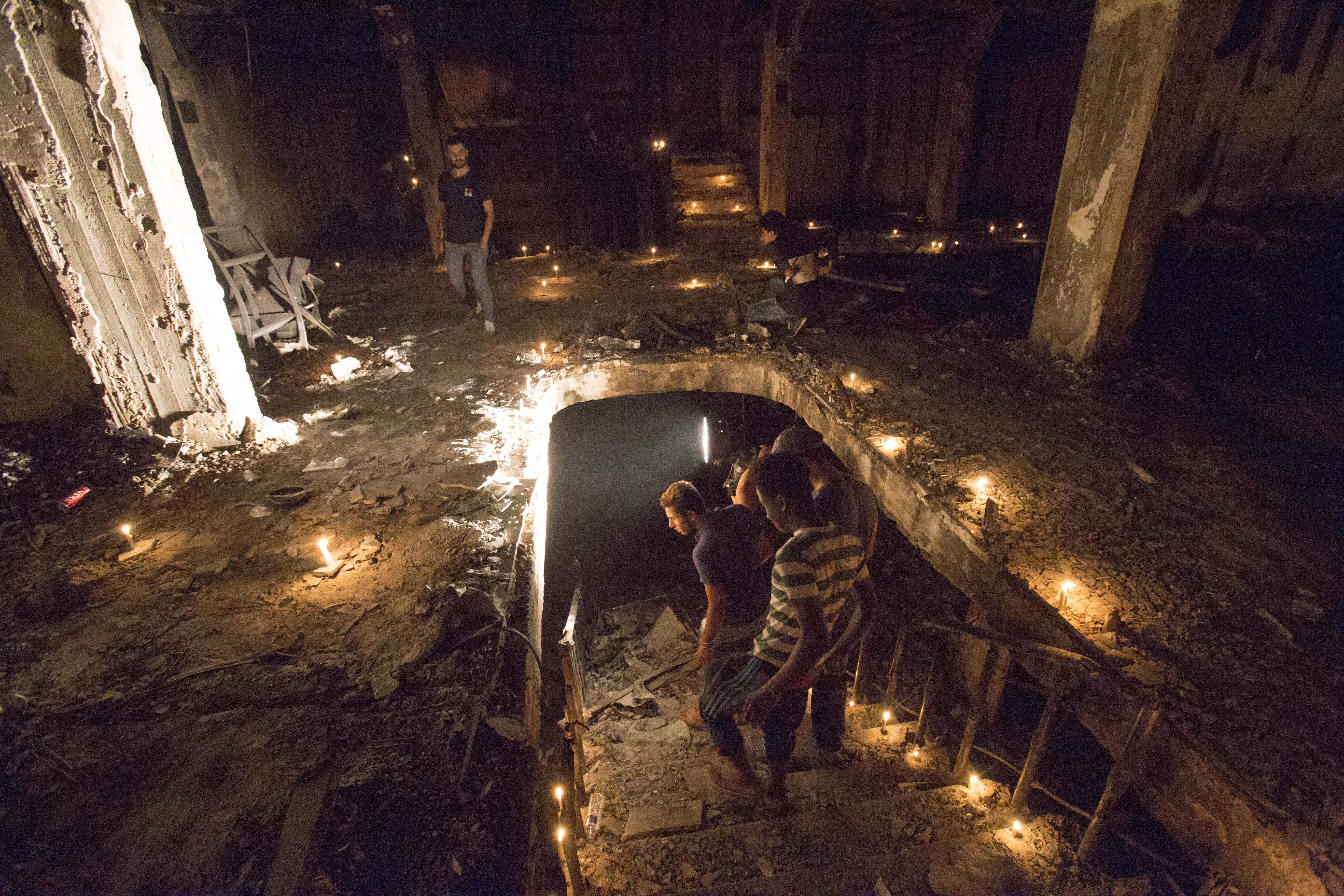
عملية البحث عن جثث المفقودين في التفجير

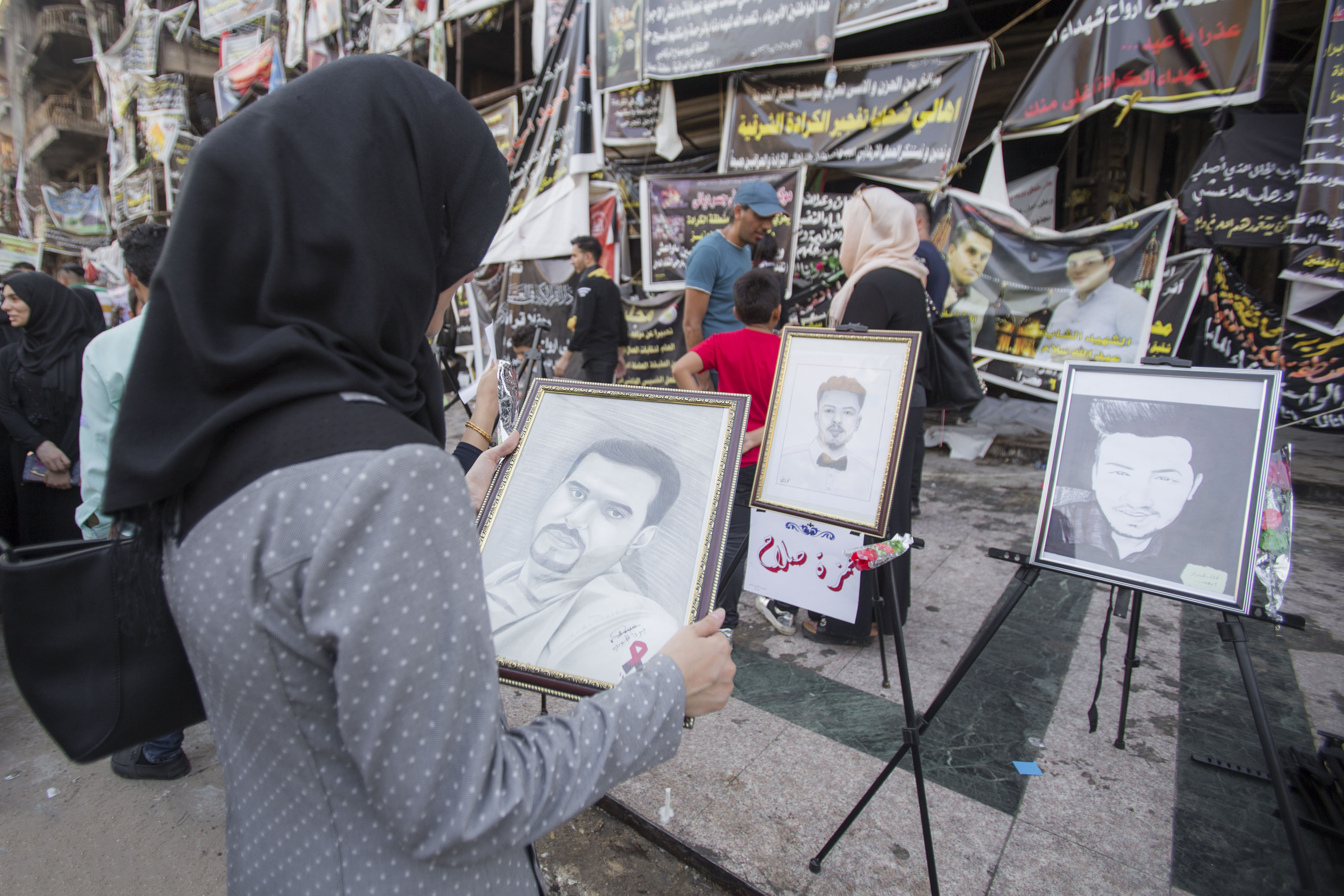
زوجة أحد الشهداء تحمل صورته امام موقع التفجير

- ما هو نوع ومصدر هذه المواد القابلة للاشتعال التي تستخدمها قوات داعش؟
- كيف يمكن ان تمر السيارة المحملة بهذه المواد داخل بغداد، وكيف يمكن أن تمر دون أذن في المرور أو الحصول على موافقة من الرقابة أو الشرطة في الموقع؟
- هل هي الحكومة على بينة من نوع الأسلحة التي في حوزة تنظيم داعش؟ والتي يمكن أن تستخدم في العمليات المستقبلية في العراق؟ وما الذي تقوم به الحكومة لحماية مواطنيها من هجمات مماثلة من داعش؟
- من هو المسؤول عن المأساة الأخيرة؟ [11]

### التنديدات المحلية
ردود الأفعال الغاضبة من الشعب العراقي خصوصاً بعد حضور رئيس الوزراء العراقي حيدر العبادي إلى مكان الحادث في منطقة الكرادة الشرقية حيث قام مجموعة من المتظاهرين من عوائل الضحايا برشق موكبه بالأحذية والحجارةِ رداً منهم عن تقصير الحكومة العراقية في حمايتهم، ولقد أعلن رئيس مجلس الوزراء العراقي حيدر العبادي الحداد في البلاد لمدة ثلاثة أيام. ونص البيان كالآتي: «ببالغ الحزن والأسى نعزي أبناء شعبنا العراقي بالاعتداء الإرهابي الذي حدث في منطقة الكرادة فجر يوم الأحد الموافق لـ 3 من تموز عام 2016 ونعلن الحداد في البلاد لمدة ثلاثة أيام ونسأل الله أن يمن على شعبنا بالأمن والأمان والرحمة لشهدائنا والشفاء العاجل للجرحى».

### الدولية
- السعودية: قدم ثامر السبهان السفير السعودي في بغداد العزاء للعراقيين بضحايا التفجيرات الدامية في حي الكرادة بالعاصمة العراقية بغداد.[12]
- البحرين: أدانت مملكة البحرين اليوم التفجير الإرهابي الذي استهدف حي الكرادة في مدينة بغداد مما أسفر عن مقتل وجرح العشرات من الضحايا.[13]
- الأردن: استنكرت الأردن، الأحد، التفجيرين اللذين شهدتهما منطقتي الكرادة والشعب في العاصمة بغداد وأسفرا عن مقتل واصابة عشرات الأشخاص، وفيما دعت العراقيين إلى التكاتف، وأكدت وقوفها إلى جانب العراق «في كل الظروف والأحوال».[14]
- مصر: أدانت دار الإفتاء المصرية الحادث الإرهابى الأثيم الذي وقع فجر أمس الأحد في حى الكرادة وسط العاصمة العراقية بغداد، والذي راح ضحيته 165 قتيلاً وأكثر من 168 جريحًا.[15]
- الولايات المتحدة: ادانت الولايات المتحدة الأمريكية التفجير الانتحاري الذي استهدف منطقة الكرادة وسط بغداد، واصفة إياه بإنه أحد «الطرق الجبانة» التي يتبعها تنظيم «داعش»، فيما جددت التزامها بدعم العراق في حربه ضد داعش.[16]
- فرنسا: أدانت فرنسا الهجومان الإرهابيان اللذان قد وقعا في منطقتي الكرادة والشعب في وسط وشمال العاصمة العراقية بغداد، وأسفرا عن إستشهاد نحو 90 شخصا وإصابة ما يزيد على 210 آخرين.[17]
- إيران: أدان المتحدث باسم وزارة الخارجية الإيرانية، بهرام قاسمي، بشدة التفجيرين اللذين وقعا في ساعة مبكرة، صباح الأحد، في بغداد.[18]
- تركيا: أدانت وزارة الخارجية التركية، بشدة، التفجير الذي وقع بمنطقة الكرادة وسط العاصمة العراقية بغداد، وتسبب بمقتل أكثر من 80 شخصًا، حسبما ذكر بيان الوزارة.[19]
- الأمم المتحدة: أعلنت بعثة الأمم المتحدة في العراق على رئيسها يان كوبيتش إدانتها للتفجيرات وذكرت إن هذا العمل الجبان والشنيع ذات أبعاد لم يسبق لها مثيل، لاستهداف المدنيين المسالمين في الأيام الأخيرة من شهر رمضان المبارك بما في ذلك المتسوقين إستعداداً لعطلة عيد الفطر.[20]
- روسيا: أدان الرئيس الروسي فلاديمير بوتين بشدة التفجير الإرهابي الذي تعرضت له بغداد في حي الكرادة وأعلن عن أستعداد بلاده للتعاون مع العراق في حربه ضد الإرهاب.
- المغرب: أعرب المغرب عن استنكاره وإدانته الشديدة، للتفجير الإرهابي الذي وقع الأحد (3 يوليو 2016) في حي الكرادة، وسط العاصمة العراقية بغداد[21]
- هولندا: رفع ملك هولندا العلم العراقي في ساحة الدم وسط امستردام تضامناً مع شهداء منطقة الكرادة.[22]
- الاتحاد الأوروبي: أدان الاتحاد الأوروبي التفجير الإرهابي الذي تعرضت له العاصمة العراقية بغداد في حي الكراد وأعلن عن تضامنه مع الشعب العراقي.[23]

## منظمات دولية ومحلية
- جامعة الدول العربية: أدانت جامعة الدول العربية التفجيرين الإرهابيين اللذين وقعا في العاصمة العراقية بغداد، وأسفرا عن مصرع وإصابة عشرات الأبرياء من أبناء الشعب العراقي.[24]
- منظمة التعاون الإسلامي: أدانت منظمة التعاون الإسلامي التفجير الإرهابي الذي وقع في حي الكرادة وسط العاصمة العراقية بغداد، الذي أدى إلى سقوط المئات من الضحايا الأبرياء بين قتلى وجرحى.[25]
- الإيسيسكو: أدانت المنظمة الإسلامية للتربية والعلوم والثقافة (إيسيسكو) بشدة التفجير الإرهابي الذي وقع فجر الأحد (3 يوليو 2016) في منطقة الكرادة في بغداد، وأسفر عن قتل أكثر من 130 شخصا وجرح أكثر من مائتين آخرين.[26]
- الأزهر: أدان الجامع الأزهر الهجمات الإرهابية الاخيرة في العراق والتي أسفرتْ عن مقتل وإصابة العشرات. وقال في بيان له: (هذه الأعمال الإرهابية البغيضة تتنافى مع تعاليم الإسلام وكل الأديان السماوية والمبادئ الإنسانية، وتستدعي تكاتف كافة الفصائل والقوى العراقية على اختلاف مكوناتها وطوائفها؛ لدرء خطر هذا الإرهاب اللعين، وتستوجب نبذ الفرقة والشقاق وتغليب المصلحة العليا للعراق لرفع المعاناة عن الشعب العراقي الشقيق).[27]